# Polička (nádraží)
Polička je železniční stanice v severní části města Polička v okrese Svitavy v Pardubickém kraji nedaleko Bílého potoka. Leží na neelektrizované jednokolejné trati Svitavy – Žďárec u Skutče. V těsné blízkosti u stanice je umístěno městské autobusové nádraží.

## Historie
15. září 1896 otevřela po vleklých jednáních a díky lokálním investicím společnost Místní dráha Svitavy-Polička trať ze Svitav, kudy od roku 1849 procházela trať společnosti Severní státní dráhy mezi Brnem a Českou Třebovou. Nově postavené nádraží zde vzniklo jako prozatímní koncová stanice, dle typizovaného stavebního vzoru. 10. října 1897 byla trať prodloužena do Skutče (dnes Žďárec u Skutče), kde se napojila na trať společnosti z Havlíčkova Brodu do Pardubic.
Provoz na trati zajišťovaly od zahájení Císařsko-královské státní dráhy (kkStB), po roce 1918 Československé státní dráhy (ČSD), místní dráha byla zestátněna roku 1925.

## Popis
Nacházejí se zde tři nekrytá jednostranná nástupiště, k příchodu k vlakům slouží přechody přes koleje.